# 統聯客運
統聯客運（とうれんきゃくうん）は台湾において初めて国道客運公司（長距離バス）の認可を受けた、現在台湾で最大の旅客バス会社の一つ。現在は中・長距離バスのほか、桃園市内線、台中市内線及び高雄市内線（高雄市バス）の運行を行っている。
1988年、蒋経国政府は台湾省戒厳令解除後に出現した観光バスを利用した「野鶏車」と呼ばれた非合法の長距離バス輸送会社に対し合法的な営業許可を与える方針を打ち出した。それに応じ数社が合資会社を設立、同時の交通部運輸研究所の張家祝所長の「統率四方、聯合経営」の言葉より統聯客運と命名され、1989年9月6日に正式に成立した。統聯客運は国光客運に続く第二の国道客運公司、そして最初の民営の国道客運公司であった。統聯客運が成立すると台湾では多くのバス会社が設立され百家争鳴の時代を迎えることとなる。
統聯客運創業当時は国道路線のみを取り扱っていたが、経営不振による赤字経営が続いたことにより、2002年には三重客運の経営陣に株式が譲渡されるようになった。現在統聯客運は新規路線の拡充を行うと同時に、旧型車両の更新を行い、また2005年には台中インターチェンジに中港バスターミナルを建設し、台湾南北旅客輸送の中で重要な乗り換え・休憩ターミナルを提供するようになっている。
2012年には子会社の中台湾客運を設立し、将来的には台中市内線の運営を全て中台湾客運へ移管する予定である。

## 車両
国道路線車両:

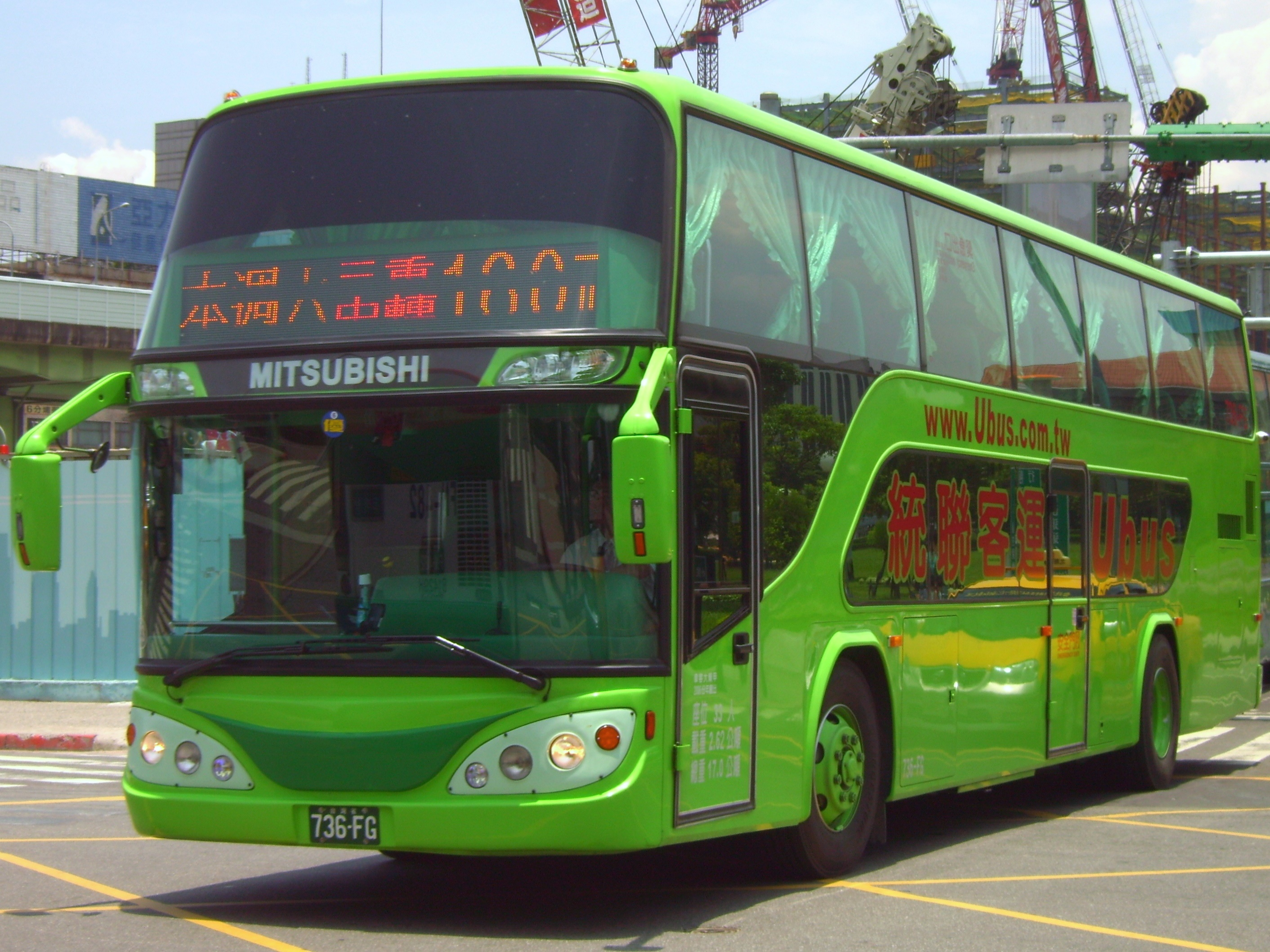
2006年購入の三菱ふそう

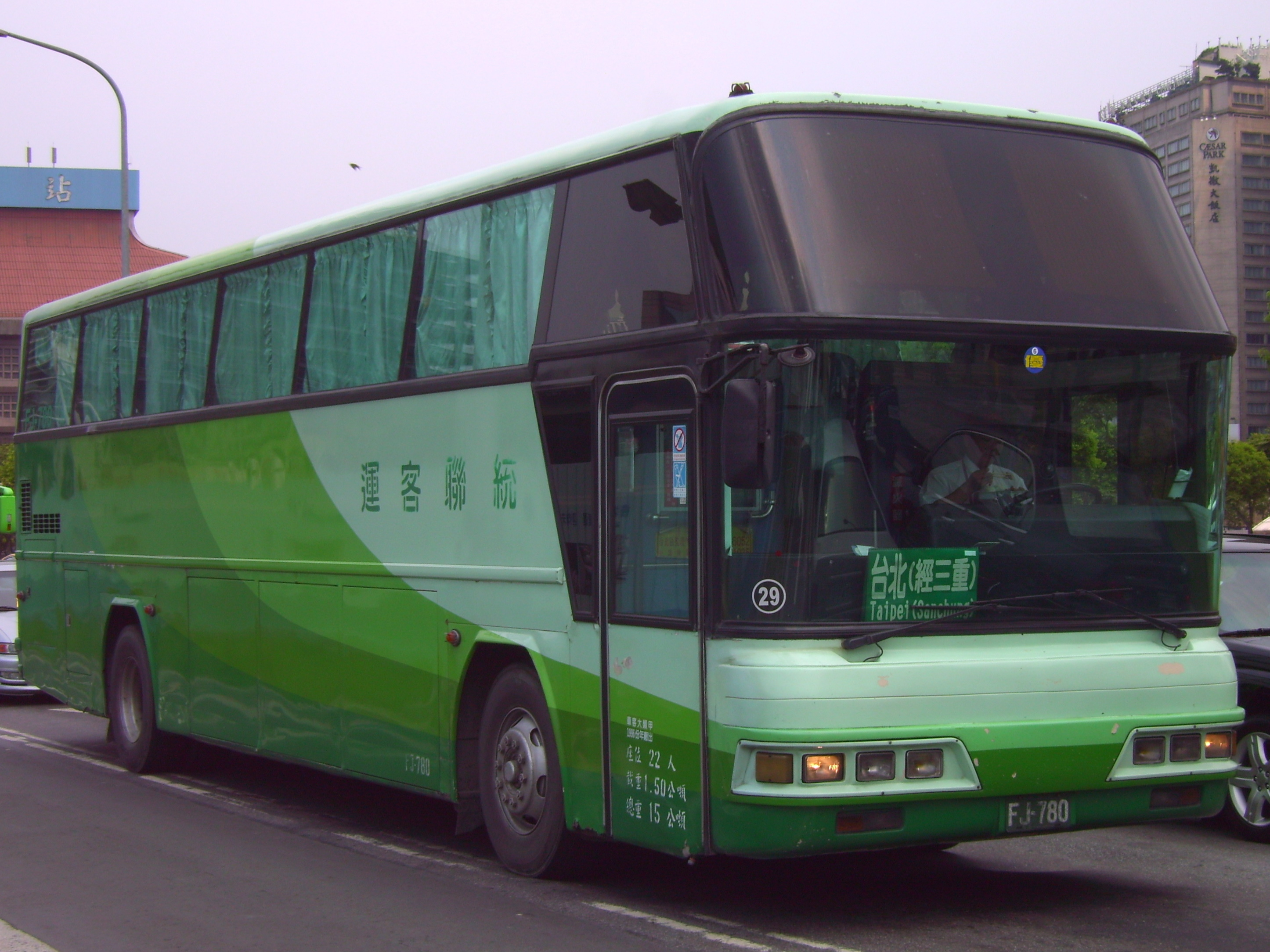
統聯客運の国道路線初期塗装

- 1995年 - 1999年、2008年：日野自動車製車両
- 1999年 - 現在：三菱ふそう製車両
- 1999年 - 現在：スカニア製車両
- 2003年：MAN製車両（導入は10台のみ 395-400-FB、001-005-AC）

台中市市区公車車両:
- 2002年 - 2005年：日野自動車製　ERK型車両（台中市市内路線）

桃園市市区公車車両
- 2006年：桃園空港 - 高鉄桃園駅連絡車両が導入済

高雄市公車車両:
- 2009年 - 現在：大宇バス製車両(BC211M、元高雄市営バス車両）
- 2010年、2011年 - 現在：大宇バス製車両(BS120CN [四期]、元高雄市営バス車両)
- 2016年3月 - 現在：金龍客車製車両(ノンステップバス)

## 国道客運停留所・ターミナル（チケット発売所を含まず）
| ターミナル名             | 住所                                | 備考                                                                      |
| ------------------------ | ----------------------------------- | ------------------------------------------------------------------------- |
| 台北転運站               | 台北市大同区市民大道一段209号       | 24時間営業                                                                |
| 市府転運站               | 台北市信義区忠孝東路五段6号         | 市政府駅                                                                  |
| 景美站                   | 台北市文山区羅斯福路六段222巷1号1樓 |                                                                           |
| 板橋客運站(板橋長距離BT) | 新北市板橋区新站路66号              | 板橋駅_(新北市)                                                           |
| 重陽站                   | 新北市三重区重陽路四段91号          | 24時間営業                                                                |
| 中和站                   | 新北市中和区中正路723号             |                                                                           |
| 新店站                   | 新北市新店区中央路210号             |                                                                           |
| 三峡站                   | 新北市三峡区復興路269号             |                                                                           |
| 林口站                   | 桃園市亀山区復興一路133号           |                                                                           |
| 南崁站                   | 桃園市蘆竹区南崁里新南路二段90号    | 24時間営業                                                                |
| 中壢站                   | 桃園市中壢区民族路二段178号         |                                                                           |
| 中壢転運站               | 桃園市中壢区内定里内定二街998之3号  | 24時間営業。国道1号中壢サービスエリア内、桃園空港への接続バスターミナル。 |
| 桃園国際空港一期航廈站   | 桃園市大園区航站南路15号            | 第1ターミナル 24時間営業                                                  |
| 桃園国際空港二期航廈站   | 桃園市大園区航站南路9号             | 第2ターミナル                                                             |
| 竹科站                   | 新竹市東区工業東二路1号             |                                                                           |
| 台中転運站               | 台中市東区新民街88号                | 24時間営業                                                                |
| 朝馬站                   | 台中市西屯区朝富路22号0             | 24時間営業                                                                |
| 中山站                   | 台中市西区民権路320号               |                                                                           |
| 水湳站                   | 台中市北屯区中清路二段366号         |                                                                           |
| 統聯中港転運站           | 台中市西屯区台湾大道四段637号       | 24時間営業                                                                |
| 豊原站                   | 台中市豊原区三民路18号              |                                                                           |
| 東勢站                   | 台中市東勢区中正路362号             |                                                                           |
| 麗寶樂園（月眉）站       | 台中市后里区福容路8号               | 麗宝楽園内                                                                |
| 彰化站                   | 彰化県彰化市三民路8号               | 彰化駅                                                                    |
| 員林站                   | 彰化県員林市静修路52-1号            |                                                                           |
| 渓湖站                   | 彰化県渓湖鎮二渓路一段153号         |                                                                           |
| 二林站                   | 彰化県二林鎮二渓路一段198号         |                                                                           |
| 彰化交流道站             | 彰化県彰化市中華西路305号           |                                                                           |
| 虎尾站                   | 雲林県虎尾鎮林森路二段231号         |                                                                           |
| 西螺站                   | 雲林県西螺鎮振興里116-6号           |                                                                           |
| 北港站                   | 雲林県北港鎮中正路127号             |                                                                           |
| 嘉義転運站               | 嘉義市西区中興路1号                 | 24時間営業。嘉義駅西側                                                    |
| 北港路站                 | 嘉義市西区北港路1490号              |                                                                           |
| 大林站                   | 嘉義県大林鎮明和里305号之1          |                                                                           |
| 北門站                   | 台南市北区北門路二段73号            | 24時間営業                                                                |
| 塩行站                   | 台南市永康区中正南路792号           | 24時間営業                                                                |
| 新営站                   | 台南市新営区復興路642号             | 24時間営業                                                                |
| 麻豆転運站               | 台南市麻豆区麻佳路一段80号          | 24時間営業、但し一部の路線は夜間発着しない。                              |
| 仁徳站                   | 台南市仁徳区中山路578号             |                                                                           |
| 建国站                   | 高雄市三民区建国二路265-2号         | 24時間営業。高雄駅前東側                                                  |
| 中正站                   | 高雄市苓雅区中正一路107号           | 24時間営業                                                                |
| 岡山站                   | 高雄市燕巣区安招路834号             | 24時間営業                                                                |
| 楠梓站                   | 高雄市楠梓区興楠路263号             | 24時間営業                                                                |
| 屏東站                   | 屏東県屏東市光復路104号             |                                                                           |
| 麟洛站                   | 屏東県麟洛鄉中山路340号             |                                                                           |

## 市区公車(市内バス)

### 桃園市
桃園市市区公車
- iPASS 一卡通、icash 2.0 愛金卡、happycash 有銭卡、悠遊卡が利用可能。

| 路線番号 | 運行区間                  | 備考                                                                   |
| -------- | ------------------------- | ---------------------------------------------------------------------- |
| 168      | 内壢復興宮 - 桃園栄民医院 | ノンステップバス による運行。2015年6月25日開設。                       |
| 208      | 高鐵桃園駅 - 内壢 - 八徳  | ノンステップバス による運行。2017年8月21日開設。                       |
| 705      | 高鉄桃園駅 - 桃園国際空港 | ノンステップバス による運行。2019年7月1日廃止。                        |
| 706      | 桃園火車站 - 桃園国際空港 | ノンステップバス による運行。2015年6月25日開設。                       |
| 709      | 平鎮 - 捷運永寧駅         | ノンステップバス による運行。指南客運との共同運行。2017年2月24日開設。 |

### 台中市
台中市市区公車

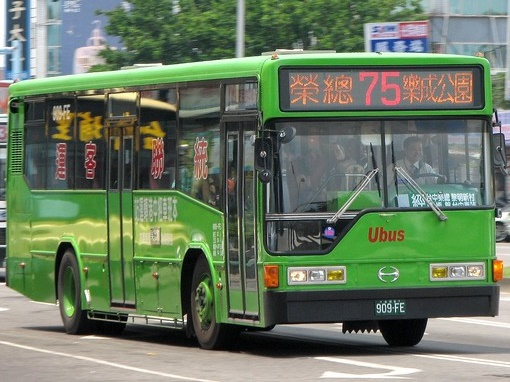
統聯台中市75系統バス

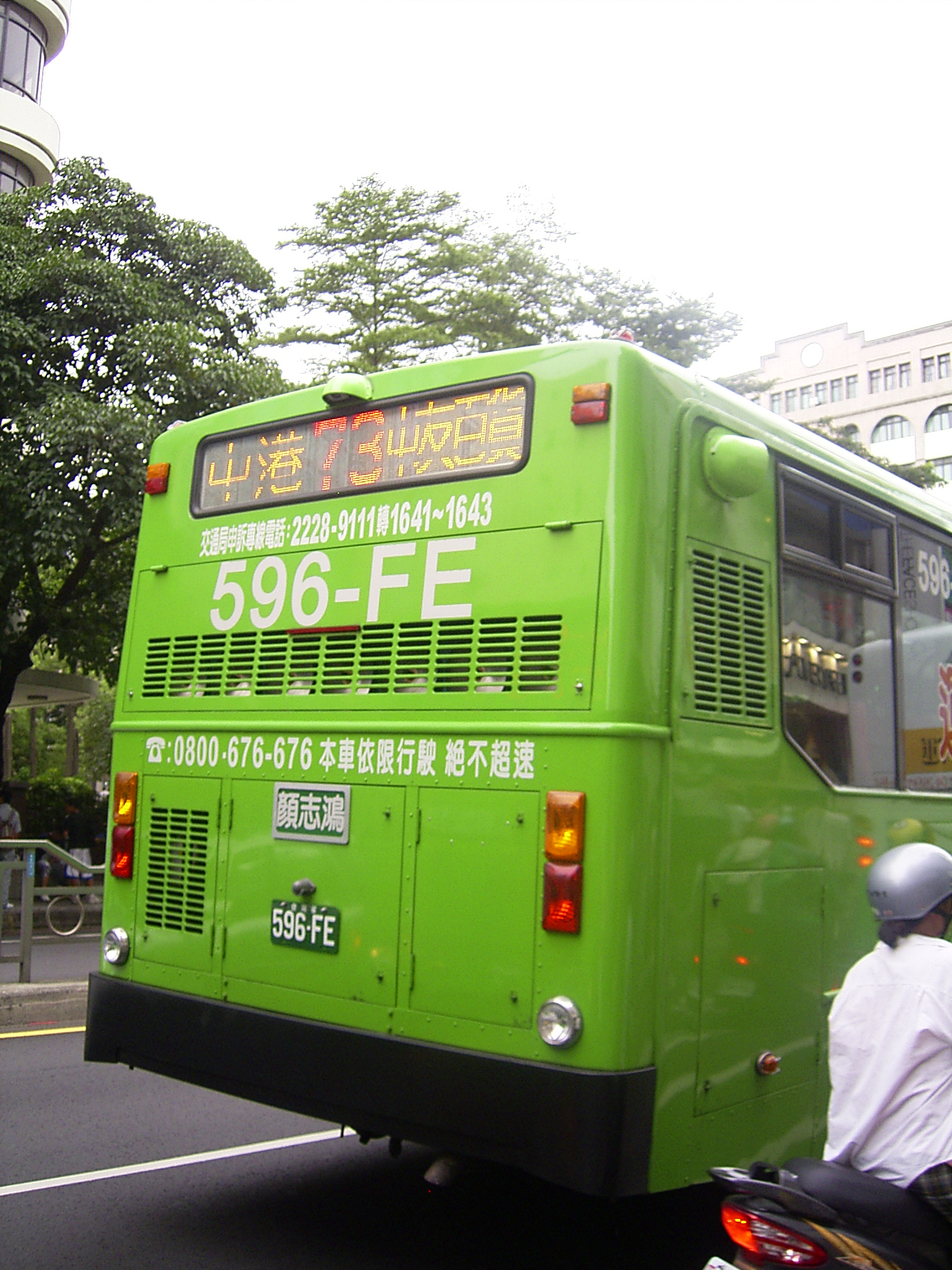
統聯台中市73系統バス

※一卡通または悠遊卡を使用して乗車する場合、10kmまでは無料、全額運賃は上限60元、半額運賃は上限30元の優待が適用される。 
| 路線番号 | 運行区間                           | 備考                                                                          |
| -------- | ---------------------------------- | ----------------------------------------------------------------------------- |
| 3        | 東山高中 - 高鉄台中駅              | 全車ノンステップバス、台中東環線                                              |
| 18       | 朝馬站 - 大智公園                  | 一部ノンステップバス、2013年3月1日以前は阿羅哈客運が運行していた路線          |
| 23       | 市立大里高中 - 中清同栄路口        | 一部ノンステップバス                                                          |
| 50       | 新民高中 - 台3線 - 921地震教育園区 | 一部ノンステップバス                                                          |
| 53       | 太原駅 - 省議会                    | 一部ノンステップバス、文心幹線                                                |
| 53区     | 文心市政路口 - 省議会              | 平日ラッシュ時のみ運行、夏・冬休み期間は運休                                  |
| 56       | 干城 - 新烏日駅                    | 一部ノンステップバス                                                          |
| 59       | 旧社公園 - 旧正                    | 一部ノンステップバス                                                          |
| 61       | 大平 - 大雅                        | 一部ノンステップバス、中清路経由、実際の終点は清泉医院                        |
| 63       | 豊原駅 - 台中栄民総医院            | 豊原客運との共同運行                                                          |
| 73       | :zh:統聯転運站 - 文英児童公園      | 一部ノンステップバス                                                          |
| 75       | 台中栄総 - 一江橋                  | 一部ノンステップバス、実際の起点は栄総宿舎                                    |
| 75区1    | 台中女中 → 一江橋                  | 一部ノンステップバス、平日ラッシュ時のみ片道運行、夏・冬休み期間は運休        |
| 77       | 中科駐車場（三角埔） - 慈済医院    | 一部ノンステップバス                                                          |
| 79       | 統聯転運站 - 大慶駅                | 一部ノンステップバス                                                          |
| 81       | 統聯転運站 - 台中駅 - 大平         | 一部ノンステップバス                                                          |
| 85       | 高鉄台中駅 - 国軍台中総医院        | 台中市屯区芸文中心、中台科技大学、中山医学大学経由 早朝の一部は大慶駅から発車 |
| 159      | 高鉄台中駅 - 台中公園              | 高鉄快捷バス、公路客運1658路より移行                                          |

### 高雄市
高雄市公車

#### 一段運賃路線
| 路線番号          | 運行区間                        | 高雄捷運連絡                     | 備考 |
| ----------------- | ------------------------------- | -------------------------------- | --- |

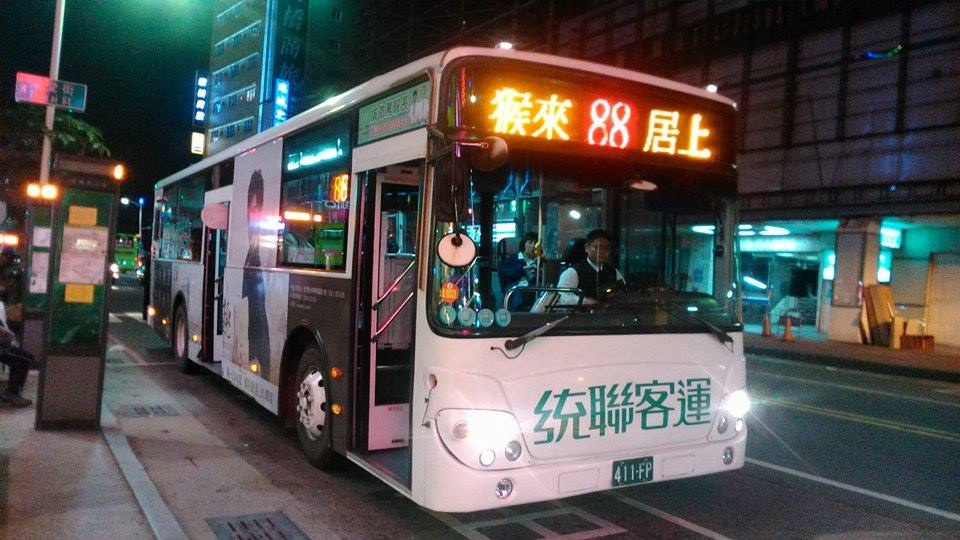
統聯客運88建国幹線ノンステップバス

| 建国幹線（88）    | 鳳山転運站（大東駅） - 鹽埕埔駅 | ■R11 ■O2、■O10、■O11、■O12、■O13 | - 高雄駅経由。 - 一部の行き先は市議会。 - ノンステップバス - 一部のバスは一車二機（1両の車内にICカードリーダー端末を2機備える） |
| 建国幹線（88） 区 | zh:建軍站 - 鹽埕埔駅            | ■R11 ■O2、■O10                   | - zh:高雄市議会経由、鳳山行政センター経由。 - 休日は運行なし。 - ノンステップバス - 一部のバスは一車二機。                      |

#### 二段運賃路線
| 路線番号 | 区間                                    | 高雄捷運連絡                 | 備考                           |
| -------- | --------------------------------------- | ---------------------------- | ------------------------------ |
| 11       | :zh:瑞豊站 - 鹽埕埔駅                   | ■O2                          | *中低床バス                    |
| 25       | 瑞豊站 - 歴史博物館                     | ■O2 ■R6、■R7、■R9            | *ノンステップバス と中低床バス |
| 26       | 瑞豊站 - 高雄駅                         | ■R11                         | *中低床バス                    |
| 53       | 53A - 建軍站 - 本館里 53B-建軍站-高雄駅 | ■O10 ■R11、■O10              | *ノンステップバス と中低床バス |
| 82       | 瑞豊站 - 歴史博物館                     | ■R11 ■O7                     | *ノンステップバス と中低床バス |
| 83       | 瑞豊站 - 高雄駅                         | ■R11、■R8 ■O10               | *ノンステップバス と中低床バス |
| 100      | 瑞豊站 - 高雄駅                         | ■R8、■R9、■R10/■O5、■R11     | *ノンステップバス と中低床バス |
| 紅21     | 建軍站 - 三多商圈駅                     | ■R8 ■O7、■O10                | *ノンステップバス と中低床バス |
| 紅21 区  | 建軍站 - 高雄市立図書総館               | ■R8 ■O8、■O9、■O10           | *ノンステップバス と中低床バス |
| 橘8      | 建軍站 - 過埤派出所                     | ■O10、■O11、■O12、■O13       | *中低床バス                    |
| 橘9      | 建軍站 - 林園区公所                     | ■O10、■O11、■O12、■O13、■O14 | *一部のバスはノンステップバス  |
| 橘10     | 建軍站 - 鳳山站（捷運大東駅）           | ■O10、■O13、■O14             | *中低床バス                    |
| 橘16     | 鳳山站（捷運大東駅） - 仁武区公所       | ■O13                         | *一部のバスはノンステップバス  |